# Волынско-подольские говоры

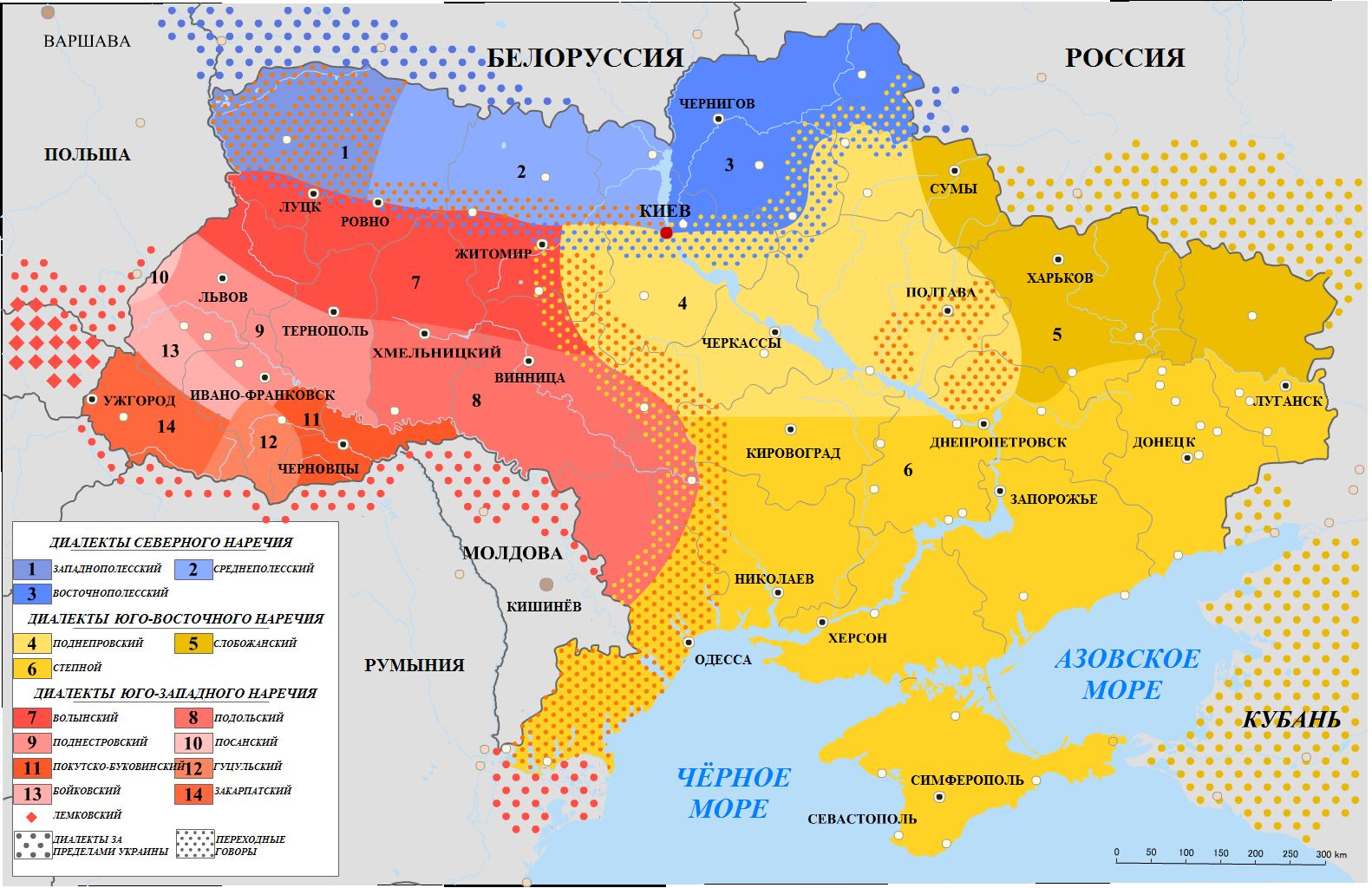
Ареал волынско-подольских говоров на карте диалектов украинского языка

Волны́ско-подо́льские го́воры (также волынско-подольская группа говоров; укр. волинсько-подільська група говорів) — одна из групп говоров юго-западного наречия украинского языка, ареал которой охватывает запад и юго-запад Украины преимущественно в южной части Волыни и на Подолье (северные районы Львовской и Тернопольской области, южные районы Волынской и Ровненской области, полностью Хмельницкая область, юго-западные районы Житомирской области, почти полностью Винницкая область, юго-западные районы Черкасской, западные районы Кировоградской, северо-западные районы Николаевской и северные районы Одесской области).
Волынско-подольская группа является одной из трёх групп юго-западного украинского наречия наряду с галицко-буковинской и карпатской. Она включает в свой состав волынские и подольские говоры.

## Классификация
В волынско-подольскую группу говоров входят:
- волынские (южноволынские) говоры:
  - западноволынские говоры;
  - восточноволынские говоры;
  - северноволынские говоры;
  - южноволынские говоры;
- подольские говоры:
  - западноподольские говоры;
  - восточноподольские говоры;
  - северноподольские говоры;
  - южноподольские говоры.

## Особенности говоров
Для волынско-подольских говоров характерно большинство общих особенностей юго-западного украинского наречия. Помимо этого, в их языковой системе представлены и собственные местные диалектные черты.
Основные особенности волынско-подольских говоров:
1. Широкое распространение протетических согласных /г/ и /в/: гора́ти (укр. литер. орати «пахать»), госи́ка (укр. литер. осика «осока»), ги́скра (укр. литер. iскра «искра»), вýст′iлка (укр. литер. устілка «стелька»).
2. Наличие пассивных причастий с суффиксом -ан-: печа́ний (укр. литер. печений «печёный»), зробл′áний (укр. литер. зроблений «сделанный») и т. д.

Также свои местные диалектные черты представлены в каждом из двух основных волынско-подольских регионов. Так, например:
- в южноволынских говорах фонема /е/ в позиции после сонорных, шипящих и губных согласных представлена звуком [а]: тра́ба (укр. литер. треба «нужно»), жани́ти (укр. литер. женити «женить»), тиепа́р (укр. литер. тепер «теперь»); также в южноволынских говорах представлено употребление форм существительных среднего рода типа зілля с флексией -а (при отсутствии долготы согласного перед ней): жит′á (укр. литер. життя «жизнь»), знан′á (укр. литер. знання «знание»), зіл′á (укр. литер. зілля «зелье»); широкое распространение стяжённых местоименных форм родительного и творительного падежей единственного числа притяжательных и указательных местоимений: сей (укр. литер. цієї «этой»), тей (укр. литер. тієї «той»), мей (укр. литер. моєї «моей»), твей (укр. литер. твоєї «твоей»), се́йу (укр. литер. цією «этой»), те́йу (укр. литер. тією «той»), ме́йу (укр. литер. моєю «моей»), тве́йу (укр. литер. твоєю «твоей»), све́йу (укр. литер. своєю «своей»);
- для подольских говоров характерны такие черты, как сильное «уканье»: куро́ва / коуро́ва (укр. литер. корова «корова»), дуро́га / доуро́га (укр. литер. дорога «дорога»), туб′í / тоуб′í (укр. литер. тобі «тебе»); сохранение звонкости согласных в позиции перед глухими и в конце слова (при оглушении их в остальных говорах юго-западного наречия): ду[б] (укр. литер. ду[б] «дуб»), кни́[ж]ка (укр. литер. кни́[ж]ка «книжка»); наличие в окончании глаголов 3-го лица твёрдого [т]: він сиди́[т] (укр. литер. він сидить «он сидит»), вони́ сид′á[т] (укр. литер. вони сидять «они сидят»); распространение в южноподольских говорах флексии -е на месте безударной -ить в глаголах II спряжения: він хóд[е] (укр. литер. він ходить «он ходит»), він рóб[е] (укр. литер. він робить «он делает») и т. д.